# Alessandro Martinelli
Alessandro Martinelli (sinh ngày 30 tháng 5 năm 1993) là một cầu thủ bóng đá chuyên nghiệp người Thụy Sĩ đang chơi ở vị trí tiền vệ cho câu lạc bộ cấp Serie D Palermo.

## Sự nghiệp câu lạc bộ

### Sampdoria
Alessandro Martinelli sinh ngày 30 tháng 5 năm 1993 tại Mendrisio, huyện Mendrisio, bang Ticino – một bang nói tiếng Ý ở Thụy Sĩ. Anh chuyển đến sống ở Ý để bắt đầu sự nghiệp chuyên nghiệp của mình. Năm 2012, anh rời đội U.C. Sampdoria để gia nhập Calcio Portogruaro-Summaga (bây giờ là A.S.D. Portogruaro).
Martinelli trở lại Sampdoria vào tháng 6 năm 2013 và ký hợp đồng 5 năm với câu lạc bộ Genova này.
Ngày 2 tháng 9 năm 2013, anh ký hợp đồng với Venezia. Ngày 7 tháng 7 năm 2014, anh được Modena mượn với quyền được phép mua.

### Brescia
Anh chuyển đến câu lạc bộ Brescia với cùng một công thức vào ngày 9 tháng 7 năm 2015.
Ngày 25 tháng 7 năm 2016, hợp đồng cho mượn được đổi mới và vào ngày 31 tháng 8 năm 2017, Martinelli ký hợp đồng cố định với Brescia.

### Palermo
Ngày 14 tháng 8 năm 2019, anh được chuyển nhượng cho câu lạc bộ cấp Serie D Palermo.

## Sự nghiệp quốc tế
Martinelli đã chơi toàn bộ các trận đấu trong Giải vô địch bóng đá U-17 châu Âu 2010. Anh cũng chơi cho U-18 Thụy Sĩ trong các trận gặp Bỉ và Tây Ban Nha. Anh cũng được mời quay trở lại để ra sân trận gặp Áo và Pháp nhưng từ chối. Anh chỉ chơi một lần cho U-19 Thụy Sĩ trong trận đấu cạnh tranh của Giải vô địch bóng đá U-19 châu Âu UEFA 2012. Anh nhận được lời mời thi đấu với Bắc Ireland (anh đã chơi một lần), Phần Lan, (anh đã chơi hai lần), Hà Lan (một lần) và Estonia (một lần) trong các trận giao hữu. Vào tháng 10 năm 2013, anh được mời vào đội tuyển U21 lần đầu tiên và ra mắt trong đội hình 11 cầu thủ ban đầu.